# Antoni Elias i de Molins
Antoni Elias i de Molins (Barcelona, 23 de novembre de 1850 - 24 de juny de 1909) fou un bibliògraf i director de museu català.

## Biografia
Fill de Josep Antoni Elias i d'Aloy advocat (Arenys de Mar, 1817-Barcelona, 1881) i de Ramona de Molins i de Clascà de (Barcelona, 1822-Barcelona, 1894). Germà de Josep Elias i de Molins. Casat amb Hermínia Soms i Castelín. Fou el director del Museu Provincial d'Antiguitats de Barcelona. També fou membre de l'Acadèmia de Bones Lletres i el fundador i director de la revista Revista Histórica Latina. Va publicar un Diccionario biográfico y bibliográfico de escritores y artistas catalanes del siglo XIX, que va fer documentant-se, entre altres fonts, a la Biblioteca Museu Víctor Balaguer de Vilanova i la Geltrú.

## Publicacions
- 1889-1895 — Diccionario biográfico y bibliográfico de escritores y artistas catalanes del siglo XIX. Barcelona: Imprenta de Fidel Giró; Imprenta de Calzada. 2 volums